# Narodna Republika Mađarska
Narodna Republika Mađarska (mađ. Magyar Népköztársaság) bilo je službeno ime za Mađarsku od 1949. do 1989. za vrijeme komunizma u Europi i Mađarskoj. 

## Povijest
Nakon Pariške mirovne konferencije održane 1946., Mađarska potpisuje Pariški mirovni sporazum kojim se ponovno vraća u granice od prije 1938., uz manje teritorijalne ustupke Čehoslovačkoj. Polovica njemačkoga stanovništva deportirana je u Njemačku, a s Čehoslovačkom provedena je prisilna zamjena stanovništva. Na prvim izborima, u studenome 1945. komunisti osvajaju samo 17% glasova, no sovjetska vojna uprava stvara koalicijsku vladu u kojoj komunisti zauzimaju ključne pozicije. 1. veljače 1946. Mađarska se proglašava republikom, a prvi je predsjednik vođa Maloposjedničke stranke Zoltán Tildy. 

### Uvođenje komunističkog sustava
Komunistički vođa László Rajk postaje ministar unutarnjih poslova i utemeljuje tajnu policiju. Od veljače sljedeće godine počinju uhićenja članova Maloposjedničke i Seljačke Stranke. Spajanjem komunista i socijal-demokrata nastaje Mađarska radnička stranka, koja te godine na izborima postaje najjača pojedinačna stranka. 18. kolovoza 1949. novim ustavom Mađarska postaje Narodna Republika Mađarska s uređenjem po uzoru na sovjetski ustav iz 1936. Otada počinje staljinistička vlast u Mađarskoj koju provodi Mátyás Rákosi, a u čistkama strada i Rajk. Na doživotni zatvor osuđen je i kardinal József Mindszenty.

### Mađarska revolucija 1956.
Nakon niza namještenih sudskih procesa, a u novom ozračju koje je vladalo u Sovjetskom Savezu nakon Staljinove smrti i dolaska na vlast Nikite Hruščova, 1956. dolazi do protesta u Budimpešti, a na čelo zemlje dolazi Imre Nagy, dok vodstvo partije preuzima János Kádár. Oslobođeni su politički zatvorenici, tisak je dobio slobodu, a navijštene su i ostale političke slobode, kao i istupanje iz Varšavskog pakta.
4. studenoga 1956. Hruščov šalje u Mađarsku Crvenu armiju koja osvaja sve strateški važne točke, a mađarske su snage brzo poražene. Kádár je već ranije bio odveden u Moskvu, gdje je nakon ucjena i nagovaranja prihvatio prijeći na sovjetsku stranu. Nagy je uhićen, nakon što je povjerovavši obećanju o osobnoj sigurnosti napustio svoje sklonište u jugoslavenskom veleposlanstvu. Pogubljen je 1958.

### "Gulaš komunizam" (1962. – 1988.)
Razdoblje od 1962. do 1988., kroz koje je na vlasti bio János Kádár, poznato je kao razdoblje „gulaš komunizma“, jer je proveden niz reformi, a Mađarska je smatrana jednom od najslobodnijih zemalja istočnoga bloka. 1988. Kádár se povlači, a zamjenjuje ga kao partijski vođa Imre Pozsgay. 1989. parlament donosi „demokratski paket“, kojim se dozvoljava slobodno osnivanje sindikata, sloboda udruživanja i okupljanja i sloboda tiska, ako i novi izborni zakon. U listopadu iste godine provedena je i korijenita promjena ustava. U travnju je već Sovjetski Savez potpisao s Mađarskom sporazum o povlačenju jedinica sovjetske vojske iz te zemlje do lipnja 1991.
U listopadu 1989. komunisti održavaju svoj posljednji kongres i utemeljuju Mađarsku socijalističku stranku, a parlament donosi odluku o višestranačkim izborima, dok je ime zemlje promijenjeno u Republika Mađarska.